# Cratichneumon interfector
Cratichneumon interfector är en stekelart som först beskrevs av Peter Friedrich Ludwig Tischbein 1868.  Cratichneumon interfector ingår i släktet Cratichneumon och familjen brokparasitsteklar. Inga underarter finns listade i Catalogue of Life.